# Solipsismo

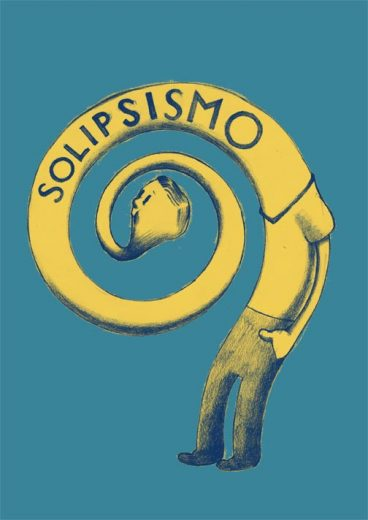
Caricatura del solipsismo.

El solipsismo (del latín: [ego] solus ipse; traducible al español de forma aproximada como solamente uno mismo) es una creencia metafísica que postula que de lo único de lo que uno puede estar seguro es de la existencia de su propia mente, y la realidad que aparentemente le rodea (a uno) es incognoscible, y puede por un lado, no ser más que parte de los estados mentales del propio yo. De esta forma, todos los objetos, personas y demás que uno experimenta no son más que meras emanaciones de la propia mente (el mundo sensible) y, por lo tanto, la única cosa de la que cada uno puede tener certeza es de la existencia de sí mismo. Por otro lado, todo lo que un individuo supone que está a su alrededor puede que (para él) de verdad exista, pero todas las personas, excepto él, pueden o no tener una conciencia. Es importante mencionar que la definición formal del solipsismo no es similar (o no se reduce) a su etimología aproximada (solamente uno mismo). Porque, correlativamente, la etimología puede llegar a distorsionar el mensaje principal y dar paso a la creación de alguna correlación ilusoria, entre el solipsismo y el egocentrismo (se está ignorando el hecho de que el solipsismo es una creencia metafísica y el egocentrismo, una postura psicológica).

## Contexto
Por solipsismo se entiende la teoría filosófica que postula que la realidad externa solo es comprensible a través del yo, ya que este es la única realidad tangible, así como la imposibilidad de conocer la realidad objetiva, en caso de que esta fuera real, de manera consistente.
Aun así no se puede decir que existe un solo tipo de interpretación y definición de solipsismo, pero entre estas definiciones existen puntos de acuerdo.
Este tipo de razonamiento, que bien ha podido estar presente desde los comienzos del pensamiento autorreflexivo humano, tan indemostrable como difícil de refutar, podría haberse formulado explícitamente por primera vez como una variante extrema del relativismo de los sofistas, siendo superado por Platón gracias al postulado de las ideas trascendentes: "la fe platónica en las ideas trascendentes salvó a Grecia del 'solus ipse'  en que la hubiera encerrado la sofística. La razón humana es pensamiento genérico. Quien razona afirma la existencia de su prójimo, la necesidad del diálogo, la posible comunicación mental entre los hombres"
El solipsismo adquirirá nuevas fuerzas como una variante extrema del subjetivismo cartesiano con su hipótesis del genio maligno (Meditaciones metafísicas, 1641).
El Monólogo de Segismundo de la tragedia La vida es sueño (estrenada en 1635), de Calderón de la Barca refleja igualmente el pensamiento solipsista cuando el protagonista, Segismundo, encerrado desde que nació en una torre, se pregunta si es real el mundo que ve a través de la ventana y si esta vida en realidad no es más que un sueño.
En cualquier caso, el primer uso documentado del término aparece en el título de un texto de Giulio Clemente Scotti de 1645, un breve panegírico contra la Compañía de Jesús llamado "Monarchia solipsorum".
Un experimento mental relacionado con la teoría del solipsismo, aunque en principio distinto [cita requerida], es la Teoría de los Cerebros en Cubetas de Jonathan Dancy y Hilary Putnam; es decir, la creencia de que el yo puede ser atrapado dentro de una realidad completamente desconocida, de manera que todo lo que uno piensa es ilusión. También el filósofo Horst Matthai Quelle trabajó principalmente con el concepto solipsista.
Ideas similares al solipsismo están presentes en parte de la filosofía oriental. El Taoísmo y distintas interpretaciones del Budismo, especialmente el Zen, enseñan que trazar una distinción entre el yo y el universo no tiene sentido y es arbitrario, y meramente un artefacto del lenguaje en lugar de una realidad inherente. Sin embargo, dichas filosofías podrían verse como contrarias al solipsismo, pues buscan más bien una anulación del yo. El mundo no es pues un sueño mío sino que yo soy un sueño del mundo. En el hinduismo, igualmente, se dice que "no somos más que el sueño de Brahma": en realidad no existimos, somos el sueño de un dios que está dormido (Dios que a su vez fue creado mentalmente por Bráhman o Visnú); siendo, para el Hinduismo y Budismo, el mundo material que percibimos solo
Maya (ilusión).
Giovanni Gentile postuló una forma de solipsismo marcado por el sello de su Idealismo: mantenía que la visión propia de la realidad solo existía en la medida en que se relaciona con el mundo íntimo de cada cual.

## Objeciones
La objeción clásica al solipsismo es que la persona muere. Sin embargo, tú no has muerto, y por tanto no lo has refutado. Esta objeción es también vulnerable a la crítica de que uno no puede decir si la mente sobrevive a la muerte o no; por tanto, la teoría no queda refutada porque cualquier otro podría también creer que existe, incluso después de la muerte. La muerte, o alguien asesinando a la persona, también pueden ser vistos como productos de la imaginación, podrían no haber siquiera existido en absoluto; y de la misma manera, cuando un solipsista se encuentra en la situación de que le van a matar eso sería un producto de su imaginación.
Otra objeción consiste en que la vida causa dolor. ¿Por qué crearíamos dolor para nosotros mismos? Una respuesta a esto es que puede haber alguna razón que hemos decidido olvidar a propósito, tal como se presenta en la ley del karma, o un deseo de no aburrirse. Otra respuesta es que la categoría de dolor es una percepción condicionada que se origina en sistemas de valores humanos socioculturales que no tienen por qué ser necesaria y universalmente válidos. Un sistema de valores solipsista puede no reconocer el dolor, o el presunto hecho de la muerte personal, como reales. Otra similar objeción remite a las necesidades biológicas del solipsista que le obligan a realizar determinadas tareas aunque él no lo quiera: respirar, orinar, etc. Las dos objeciones tienen sus bases en la misma idea, que es la independencia de la percepción del sujeto diante de su voluntad, esto es, sentir dolor y la necesidad de hacer algo indeseable son dos ejemplos de percepciones (experiencias) independientes, e inevitables, de la voluntad subjetiva.
Otra objeción proviene de que el solipsista práctico necesita un lenguaje para formular sus pensamientos acerca del solipsismo, y un lenguaje es una herramienta esencial para comunicar con otras mentes. ¿Por qué necesita el universo del solipsista un lenguaje? Las respuestas posibles son similares a la última objeción; o sea, para evitar aburrirse, el solipsista quizá imagina otras mentes, que podrían realmente ser solo elementos de su propia mente, de las que ha elegido perder el control durante el tiempo en que acontece, y ha hecho que dichas personas imaginarias le enseñen un idioma para interactuar con estos segmentos más aislados de su mente.
Otra objeción es que un sueño es algo de lo que se puede despertar para descubrir que se ha estado en él, o de la misma forma, una alucinación ha de ser algo de lo que tanto uno mismo como otras personas puedan percatarse de que no existe. Las impresiones y las apariencias que no corresponden a la realidad deben de ser contrastadas con otras que sí correspondan a la realidad; de otra manera, la comparación entre apariencia y realidad carece de sentido. Según esta postura, la idea de un sueño del que no se pueda despertar jamás no es en absoluto la idea de un sueño, sino la idea de una realidad.
Casi todas las objeciones pueden originarse apelando al libre albedrío del solipsista. 

## Temática
El universo del solipsista puede dividirse en dos partes: la parte controlada por su mente consciente y la parte controlada por su mente inconsciente. Encontrará que la parte inconsciente de su universo se comporta con la misma complejidad que lo haría si fuera externa; es decir, sin ser parte de él mismo en absoluto (realismo). La distinción entre el universo realista y el universo inconsciente desaparece cuando se hace notar que externo e inconsciente son simplemente dos palabras diferentes utilizadas para describir los mismos eventos que ocurren fuera del control consciente.
De esta manera, considerar que el universo externo sea la mente inconsciente de uno solo es una distinción semántica. No se distingue si uno reivindica  su propio cuerpo y el universo externo comprende toda la realidad, o reivindica  su mente consciente y su mente inconsciente comprende su yo como un todo. La reivindicación  de que solo uno mismo existe es un tema; uno mismo es el universo entero. 
La única conclusión significativa que puede establecerse en este sentido es la de Arthur Schopenhauer: el albedrío es la realidad externa inalcanzable .

## En la filosofía
El Solipsismo es considerado en la filosofía como una doctrina que basa sus pensamientos en una constante duda de todo lo que está en nuestro entorno, sea la naturaleza, las personas o la realidad que conocemos. A esto se lo conoce como el mundo exterior, los pensamientos propios de la persona son los únicos que considera verdaderos, es decir, los pensamientos del individuo son lo único que desde su perspectiva es real y verdadero, nada ni nadie puede cambiar su percepción de las cosas, ni hacerlo dudar de su existencia.
Todas las experiencias del sujeto son absolutamente privadas e incomunicables. Lo que yo percibo y siento no puede ser compartido con nadie. No hay forma de saber si las sensaciones y experiencias de otras personas son como las mías. Lo único que puedo decir que existe con seguridad es mi yo. Todo se reduce a mis experiencias. En el fondo todo es yo. Lo que se entiende por mundo exterior solo son percepciones dentro de un yo. Es imposible salir de la esfera del yo.
También existe una ramificación del solipsismo, denominada solipsismo estoico. Postula que toda la supresión, dolor, o dominación, que atormenta al yo (por interactuar con información desagradable), es porque propiamente, el yo lo permite. Pues toda la información que recibe nuestro yo, no tiene consciencia o emisor alguno (El único, el yo, si la tiene), y el yo, debe de estar consciente, que quien le presta la consciencia (y razonamiento) a la información desagradable, es él (en sus procesos cognitivos). Esta ramificación del solipsismo, ya ha sido llevada a escenarios terapéuticos y ha presentado un alto grado de efectividad.

## En la cultura popular
El tema de la solipsis ha sido explorado y explotado por distintos autores del siglo XX, muchos de ellos relacionados con el género narrativo de la ciencia ficción, así por ejemplo Stanisław Lem (Solaris, Congreso de Futurología y Diarios de las estrellas, novelas estas dos últimas en la que se inspirará el filme The Matrix de Lana y Lilly Wachowski, 1999), Jean-Pierre Andrevon (Mundo desierto), Philip K. Dick (La hormiga eléctrica) o Greg Egan (Ciudad Permutación) harán un uso más o menos directo y reiterado del tema en algunas de sus obras. Otras obras menores jugarán también con la idea solipsista, como los cuentos El Solipsista, del estadounidense Fredric Brown, Todos vosotros, zombies, de Robert A. Heinlein, Viaje a Oriente incluido en el poemario Versos Negros [UNCENSORED], del español Miguel Ángel García-Sánchez o En Solipse, del portugués Pedro Galvão, en el que intenta imaginar una sociedad solipsista.
También el escritor argentino Macedonio Fernández, quien influyó posteriormente en Jorge Luis Borges estaba inspirado por el solipsismo, escribió El Universo o Realidad y yo nacimos el 1 de junio de 1874 y es sencillo añadir que ambos nacimientos ocurrieron cerca de aquí
El concepto del solipsismo es también muy explorado por la autora Ursula K. Le Guin en su obra The Lathe of Heaven (La rueda celeste) (1971) cuyo tema principal es el de qué pasaría si una persona pudiera controlar la realidad a su antojo, de manera similar a la posteriormente propuesta por Domingo Santos en su novela "Hacedor de mundos" de 1986, tema abordado también en la película The Butterfly Effect (El efecto mariposa) (2004).
La saga cinematográfica de Matrix bebe también de las ideas solipsistas, pues en ella se describe un mundo existente solo en la mente de su protagonista, que, al descorrerse el velo del engaño mental, pronto mostrará su auténtica realidad. De hecho la comparación que aparece en Matrix entre la píldora azul y la roja indica la elección del protagonista para mantenerse en una "realidad" falaz basada en imágenes mentales sembradas en la mente de cada humano, y su opción de descubrir la dimensión "verdadera" donde puede conocerse lo que existe más allá de tales imágenes.
Dentro del manga japonés, numerosas obras han tratado de manera indirecta la idea y filosofía del solipsismo: Serial Experiments Lain es una de las más conocidas; en la serie de anime Death Note se hace referencia al solipsismo al igual que en la serie Baccano! (Claire Stanfield). También la serie Neon Genesis Evangelion hace una importante referencia y explicación del solipsismo en sus últimos dos capítulos.
En la película Mr. Nobody todas las vidas pasadas están construidas por el propio protagonista basándose en los cambios que habrían ocurrido tomando distintas decisiones a lo largo de su vida. De este modo al ser su vida un recuerdo imaginado, el espectador desconoce todos los aspectos ajenos a la vida del protagonista.
La película Predestination, basada en el cuento 'All you zombies' de Robert A. Heinlein es quizás la que cuenta con mayor base en el solipsismo. Solo existe un personaje real que, al ser el único que existe, es el único que puede crearse a sí mismo una y otra vez. Durante todo el trascurso, el espectador es testigo de los encuentros y desencuentros de John, en su existencia cíclica.
Otras películas que utilizan ideas que se pueden clasificar de solipsistas son "Inception", "Dark City", "Total Recall", la española "Abre los ojos" y su versión estadounidense "Vanilla Sky".
En el video de la canción "Right where it belongs" interpretado por la banda Nine Inch Nails, tanto en el contenido de su letra como también en el mensaje comunicacional del video propone una idea de que solo su protagonista existe y que es único.